# Yūji Hayata
Yūji Hayata (早田 雄二, Hayata Yūji, 1916-1995) est un photographe japonais.